# Maison natale d'Esprit Fléchier
La maison natale d'Esprit Fléchier est une maison située à Pernes-les-Fontaines,  dans le département français de Vaucluse et la région Provence-Alpes-Côte d'Azur.

## Valentin Esprit Fléchier
Valentin Esprit Fléchier (10 juin 1632 à Pernes-les-Fontaines - 16 février 1710 à Nîmes) est un homme d'Église et prédicateur français, évêque de Lavaur, puis de Nîmes, considéré comme l'un des grands orateurs du XVIIe siècle.
Il se lie au duc de Montausier, gouverneur du Grand Dauphin, qui le fait nommer lecteur de son élève. Fléchier prononce alors plusieurs oraisons funèbres qui le font distinguer et lui valent d'être élu membre de l'Académie française en 1672.

## Historique
La maison natale d'Esprit Fléchier est inscrite au titre des monuments historiques, depuis le 2 décembre 1988. La maison est, de nos jours, un musée des traditions comtadines.